# Annie-Flore Batchiellilys
Annie-Flore Batchiellilys, née en 1967 à Tchibanga, est une chanteuse, musicienne, compositrice et sénatrice gabonaise, de langue maternelle punu, alliant les formes traditionnelles de chant au jazz et au blues.

## Biographie

### Jeunesse et éducation
Annie-Flore Batchiellilys est née le 10 avril 1967 à Tchibanga au sud-ouest du Gabon, et est de langue maternelle punu. Sa grand-mère lui transmet le goût du chant, mais elle s'oriente dans un premier temps vers la mécanique automobile,.
Elle est toutefois remarquée dans un concours de chant pendant l'émission télévisée Bonsoir, Musique par Pierre Akendengue, qui l'encourage et la conseille dans le lieu de rencontre et de formation qu'il a créée, le Carrefour des Arts.
Elle se rend en France en 1990, et y suit dans un premier temps différentes formations, explore les registres tsiganes et orientaux, et le jazz, puis s'inscrit à des cours de chant et de solfège au Studio Alice Dona à Gentilly. Elle trouve ensuite différents engagements, dans des chœurs, et réalise aussi un duo  avec le chanteur québécois Mario Chenart.

### Carrière dans la musique
Annie-Flore Batchiellilys sort son premier album, Afrique mon toit, en 1997. Elle associe dans ses créations la tradition musicale qui lui a été transmise dans sa famille, au jazz et au blues. C'est ainsi qu'elle se produit au festival Rhino Jazz de Rive-de-Gier de 1999, en compagnie du percussionniste italien Carlo Rizzo. 
En 2002, elle reçoit le titre de meilleur espoir féminin aux Kora Awards. Compositrice, autrice, elle ouvre la voie à une nouvelle génération de chanteuses comme Tita Nzebi, SeBa, Pamela Badjogo. 
En 2006, elle fonde le festival des Nuits atypiques de Mighoma, puis rebaptisé Rencontre internationale des peuples et des arts de Mighoma. Ses prises de positions lors des élections présidentielles gabonaises de 2009 lui valent d'être interdite de concert au Gabon, et de ne plus voir ses morceaux diffusés sur les antennes radio ou à la télévision pendant 3 ans. Elle est à nouveau sur scène à Libreville en novembre 2015.
Après sa formation en 2019, à l’École Professionnelle de la Médiation et de la Négociation, elle exerce la profession de médiateur (CPMN) à Lille, Toulouse, Rennes notamment. Elle crée son cabinet de conseil Muleby.

### Carrière politique
Le 6 octobre 2023, elle est une des 70 à être nommée sénatrice de la Chambre Haute par le président de transition Brice Clothaire Oligui Nguema,.

## Principaux albums
- Afrique mon toit, 1997.
- Diboty, 2002
- Je t'invite, 2003
- Broute bien, 2006
- Le chant, c'est mon chant, 2008
- Live à Olympia, 2008
- De Mighoma pour vousss, 2011
- Mon Point Zérooo, 2013
- À l’angle de mon être, 2016.
- Fundu, 2020

## Filmographie
- Sur la route des Anges, film-documentaire réalisé par le camerounais Jean Roké Patoudem en 2011, sur son parcours.